# Pimpinella tripartita
Pimpinella tripartita är en växtart i släktet bockrötter och familjen flockblommiga växter. Den beskrevs av Ivan Kalenitjenko 1845.
Arten förekommer i västra Asien, från nordöstra Turkiet till Kaukasus och nordvästra Iran.